# الشركة الإسلامية العربية للتأمين (سلامة)
شركة سلامة الإسلامية العربية للتأمين (سلامة) هي إحدى أكبر وأقدم شركة تكافل تقدم حلول تأمينية متوافقة الشريعة الإسلامية وهي مدرجة في سوق دبي المالي ويبلغ الرأس المالي المدفوع 939 مليون درهم إماراتي.
تعتبر سلامة من الشركات الرائدة من أبرز اللاعبين في مجال التأمين التكافلي منذ تأسيسها عام 1979 حتى الآن مع توفير الحماية لأكثر عن 450,000 ألف عميل وتوفير تغطية لأكثر هن 10 مليار درهم إماراتي.
وفي  عام 2024 وصلت إيرادات التكافل إلى 528.58 مليون درهم، فيما ارتفع إجمالي الأصول إلى 3.7 مليار درهم، بينما ارتفعت الإيرادات التشغيلية الأخرى إلى 20.68 مليون درهم، بزيادة قدرها 277%. وزاد صافي أرباح الشركة خلال النصف الأول من العام بنمو نسبته 67%.

## الجوائز
- فازت الشركة الإسلامية العربية للتأمين «سلامة»،بجائزة «أفضل مزود لخدمات التكافل» للعام 2009، من مجلة «غلوبال فاينانس» المالية الدولية [5]
- جائزة أفضل شركة تكافل للتأمين (الشرق الأوسط) في حفل توزيع جوائز التكافل الدولي لعام 2012.[6]
- جائزة أفضل متخصص في التأمين التكافلي 2023
- جائزة أفضل مبادرة متعددة القنوات لتعزيز سعادة العملاء 2023
- جائزة الشريك الموثوق 2023
- جائزة أفضل متخصص في التأمين التكافلي 2024

## روابط خارجية
الموقع الرسمي للشركة
- الموقع الرسمي